# Ехичев, Иван Лукич
Иван Лукич Ехичев — советский военный, государственный и политический деятель, генерал-майор.

## Биография
Родился в 1905 году в Фоминской. Член КПСС.
С 1925 года — на военной службе, общественной и политической работе. В 1925—1961 гг. — формовщик стального литья, комсомольский и партийный работник, красноармеец, инструктор Политотдела авиабригады, военком эскадрильи, участник Великой Отечественной войны на Западном, Калининском и снова на Западном фронтах, военного комиссар 46-й смешанной авиадивизии, комиссар Военно-воздушных сил 5-й Армии, член Военного Совета Воздушной армии в городе Харькове, слушатель Высших Академических курсов, Член Военного Совета Воздушной Армии в Приморске на ДВК, заместитель командующего — начальник политотдела ВВС Уральского военного округа.
Делегат XX съезда КПСС.
Умер после 1985 года.